# Christa Ratzenböck
Christa Ratzenböck (* 24. August 1972 in Sankt Aegidi) ist eine oberösterreichische Mezzosopranistin.

## Ausbildung
Ratzenböck studierte von 1990 bis 1996 am Mozarteum in Salzburg bei Ingrid Mayr. Sie besuchte Meisterkurse bei Inge Borkh, Anna Reynolds, Marjana Lipovšek und Kammersängerin Margarita Lilowa sowie die Opernschule, Lied- und Oratoriumsklasse von Hartmut Höll und Mitsuko Shirai.

## Fest-Engagements
- Mitglied des Internationalen Opernstudios am Opernhaus Zürich (1998/99)
- Ensemblemitglied Deutsche Oper am Rhein, Düsseldorf (2000/01)
- Ensemblemitglied am Linzer Landestheater (2001–2007)

## Repertoire
- Bad Ischl, Lehárfestival: Prinz Orlofsky aus Die Fledermaus
- Opernhaus Basel: Hauptpartie des Fragoletto in Jacques Offenbachs Die Banditen
- Düsseldorf, Opernhaus: Page aus Salome und das 3. Blumenmädchen aus Parsifal unter Hans Wallat
- Landestheater Linz: Dorabella in Così fan tutte – Wolfgang Amadeus Mozart; Idamante in Idomeneo – Mozart; Emilia in Otello – Giuseppe Verdi; Palmatica in Der Bettelstudent – Carl Millöcker; Hänsel in Hänsel und Gretel – Humperdinck; Die Großherzogin von Gerolstein – Offenbach; Siebel in Faust Gounod; Orlofsky in der Fledermaus – Johann Strauss; Varvara in Katja Kabanowa von Leoš Janáček; Komponist in Ariadne auf Naxos – Richard Strauss; Frau M in Neues vom Tage von Paul Hindemith
- Linz Brucknerfest: konzertante Aufführung des Rings von Richard Wagner die Partie der Wellgunde aus Rheingold, Waltraute aus Die Walküre, 2. Norn und die Wellgunde in der Götterdämmerung
- Linz EntArteOpera: Nele in Ulenspiegel von Walter Braunfels
- Moskau und St. Petersburg, White-Night Festival: Hauptrolle des Cornets in der Oper Die Weise von Liebe und Tod des Cornets Christoph Rilke von Siegfried Matthus
- Ständetheater Prag: Donna Elvira aus Mozarts Don Giovanni
- Salzburg Landestheater: Kurfürstin, Der Vogelhändler
- Kammeroper Wien: Dorabella in Così fan tutte
- Schlosstheater Schönbrunn, Wien: Gräfin Zedlau aus Wiener Blut und Prinz Orlofsky aus der Fledermaus
- Theater an der Wien: Dialogues des Carmélites von Francis Poulenc; A Streetcar Named Desire von André Previn unter Sian Edwards
- Opernhaus Zürich: Berta in Il Barbiere di Siviglia; Cavaliere Belfiore in Il viaggio a Reims, sowie der Gräfin in Der Wildschütz
- Konzerte im Wiener Konzerthaus, in der Konzerthalle Duisburg, im Konzerthaus Zagreb, im neuen Konzerthaus Budapest, im Wiener Stephansdom, im Brucknerhaus Linz und zu den Musikfestspielen Bratislava

## Ehrungen und Auszeichnungen
Christa Ratzenböck ist Preisträgerin des Gesangswettbewerbes Gradus ad Parnassum und des Int. Mozartwettbewerbes in Salzburg 1999.